# 阿尔孔 (卢瓦尔省)
阿尔孔（法語：Arcon，法語發音：[aʁkɔ̃]）是法国卢瓦尔省的一个市镇，位于该省西北部，属于罗阿讷区。

## 地理
阿尔孔（46°0'37"N, 3°53'17"E）面积19.19 平方千米，位于法国奥弗涅-罗讷-阿尔卑斯大区卢瓦尔省，该省份为法国中南部省份，北起顺时针与索恩-卢瓦尔省、罗讷省、伊泽尔省、阿尔代什省、上盧瓦爾省、多姆山省和阿列省接壤。
与阿尔孔接壤的市镇（或旧市镇、城区）包括：拉普吕涅、维勒蒙泰、舍里耶、莱诺、勒奈松、圣阿尔邦莱索、圣安德烈达普雄、拉蒂利耶尔。

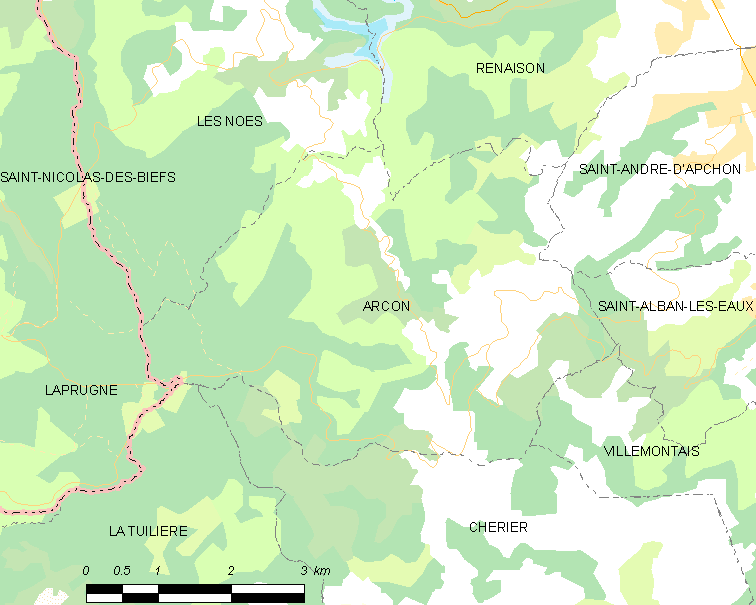
的OSM定位图

阿尔孔的时区为UTC+01:00、UTC+02:00（夏令时）。

## 行政
阿尔孔的邮政编码为42370，INSEE市镇编码为42008。

## 政治
阿尔孔所属的省级选区为勒奈松县。

## 人口

1962-2008年间人口变化图示

阿尔孔于2022年1月1日时的人口数量为110人。